# 夏军 (建筑师)
夏军（1963年—）是一位中国建筑师，美国Gensler建筑事务所中国区负责人，董事会成员。

## 生平
1963出生于上海，1984年毕业于同济大学建筑系城市规划专业，后任职于北京中国城市规划设计研究院，1987年赴美留学，后毕业于科罗拉多大学丹佛分校。1991年加入美国Gensler建筑事务所。2003年Gensler在北京和上海分布设立办事处，由此返回中国担任负责人。2008年Gensler的“龙型”设计方案竞标上海中心大厦胜出，成为项目主要负责人。